# Ду Сігуй
Ду Сігуй (спрощ.: 杜钖珪; кит. трад.: 杜鍚珪; піньїнь: Dù Xíguī; 12 листопада 1874 — 28 грудня 1933) — китайський адмірал і політик, президент Китайської Республіки від червня до вересня 1926 року.

## Життєпис
Народився 1874 року в провінції Фуцзянь. Наслідуючи старшому брату, пішов служити на флот. 1902 року закінчив Флотське училище у Цзяннані, після чого виїхав на навчання до Великої Британії. Повернувшись на батьківщину 1904 року, отримав пост старшого помічника на судні «Хайтянь». У липні 1911 року отримав під командування корабель «Цзянчжень».
Під час Учанського повстання 1911 року Юань Шикай наказав вести «Цзянчжень» вверх по Янцзи на його придушення. Зорієнтувавшись в обстановці, Ду Сігуй разом із судном перейшов на бік повстанців, заклавши базу республіканського флоту. Той заколот моряків призвів до відставки морського міністра Са Чженьбіна. Потім відбулось повстання в Цзюцзяні, й Ду Сігуй отримав від революційної влади під командування корабель «Хайжун», з яким повернувся до Ханькоу, допомагаючи оплоту китайської революції відбиватись від цінських військ. Відстоявши Ухань, флот спільно з сухопутними військами вирушив вниз течією Янцзи, поширюючи революцію на провінції Аньхой і Хубей. Після того, як Юань Шикай став президентом Китайської республіки, Ду Сігуй перейшов у підпорядкування до пекінського уряду.
У грудні 1912 року Ду Сігуй отримав звання капітана 1-го рангу. 1913 року, під час Другої революції, Ду Сігуй брав участь у придушенні повстання, однак коли 1915 року почалась війна на захист республіки, Ду Сігуй повернув зброю проти Юань Шикая. Після смерті останнього він знову почав підкорятись Бейянському уряду, а в серпні 1917 року став командувачем 2-ї ескадри. Після вступу Китаю до Першої світової війни на боці Антанти захоплював на Янцзи німецькі й австро-угорські судна.
Під час мілітаристських міжусобиць, що почались у Китаї, Ду Сігуй підтримав Чжилійську кліку та її лідера У Пейфу. 1921 року він отримав звання віце-адмірала. Коли 1922 року спалахнула перша чжилійсько-фентянська війна, Ду Сігуй перерізав комунікації Фентянської кліки, зробивши свій внесок до перемоги чжилійців. 1923 року отримав пост командувача флоту Китайської Республіки. Після того, однак, у нього почався конфлікт із командувачем 1-ї ескадри Лінь Цзяньчжаном, якого підтримувала Аньхойська кліка. Друга Чжилійсько-Фентянська війна 1924 року завершилась поразкою чжилійців, а Ду Сігуй втратив свій пост.
У грудні 1925 року Чжилійська кліка знову опинилась при владі, й Ду Сігуй знову став командувачем флоту. Коли 1926 року антифентянська війна призвела до усунення від влади Дуань Ціжуя, в Пекіні почалась низка слабких урядів на чолі з компромісними постатями, що змінювали одне одного. В липні-вересні Ду Сігуй, якого підтримала Фентянська кліка, очолив уряд країни і тимчасово виконував обов'язки президента. Розпочатий Гоміньданом Північний похід зробив владу пекінського уряду номінальною, й у березні 1927 року Ду Сігуй разом з підпорядкованими йому кораблями офіційно перейшов на бік НРА.
У листопаді 1929 року Ду Сігуй був відряджений урядом у поїздку Європою, США та Японією з метою вивчення справ у галузі військово-морського флоту. В липні 1931 року він отримав звання адмірала.
Помер Ду Сігуй 1933 року в Шанхаї.